# Francis Channing Barlow
Francis Channing Barlow, ameriški general, politik in odvetnik, * 19. oktober 1834, † 11. januar 1896.

## Življenjepis
Na Univerzi Harvard je kot prvi v generaciji končal študij prava, nato pa je postal odvetnik pri časopisu New York Tribune. Aprila 1861 je kot navadni vojak vstopil 12. newyorško milico (12th New York Militia); že v prvem mesecu službe je bil povišan v prvega poročnika. Ker je imel polk le trimesečno dobo služenja, je bil kmalu odpuščen iz službe, nakar pa se je novembra istega leta kot podpolkovnik pridružil 61. newyorškemu polku. Poleti 1862 je postal že polkovnik in poveljnik polka. Med vojno je nato bil še poveljnik 1. brigade 1. divizije 2. korpusa, poveljnik 2. brigade 2. divizije 11. korpusa, poveljnik 1. divizije 11. korpusa, poveljnik 1. divizije 2. korpusa in 2. divizije II. korpusa.  Konec vojne je dočakal kot generalmajor prostovoljcev (povišan 25. maja 1865), s čimer je bil eden od redkih veteranov ameriške državljanske vojske, ki so vojno začeli kot navadni vojaki in jo končali s činom generala.
Novembra 1865 je zapustil vojaško službo in postal maršal ZDA, državni sekretar New Yorka in državni pravobranilec New Yorka; po koncu mandata se je vrnil v odvetniško službo.